# Fivehead
Fivehead – wieś w Anglii, w hrabstwie Somerset, w dystrykcie (unitary authority) Somerset. Leży 56 km na południowy zachód od miasta Bristol i 203 km na zachód od Londynu. W 2002 miejscowość liczyła 643 mieszkańców.